# Mutters
Mutters è un comune austriaco di 2 077 abitanti nel distretto di Innsbruck-Land, in Tirolo. Il 1º gennaio 1974 ha inglobato il comune soppresso di Kreith.
La prima menzione documentale di Mutters risale al 1115/16, quando la località denominata Muttres compare nel Liber traditionum del convento di Ebersberg.
Il 18 novembre 1977 a Mutters morì Kurt Alois von Schuschnigg, l'ultimo capo del governo austriaco autoritario e anti-nazista prima dell'Anschluss con la Germania nazista, nel 1938.